# Ceny české filmové kritiky 2011
Ceny české filmové kritiky 2011 byl druhý ročník Cen české filmové kritiky. Vyhlášení cen proběhlo 14. ledna 2012.

## Výsledky a nominace

### Nejlepší film
- Rodina je základ státu – producent Produkce Radim Procházka, režie Robert Sedláček
- Alois Nebel – producent Negativ, režie Tomáš Luňák
- Poupata – producent Cineart Tv Prague, režie Zdeněk Jiráský

### Nejlepší dokumentární film
- Pod sluncem tma – producent Hypermarket Film, režie Martin Mareček
- Vše pro dobro světa a Nošovic – producent Hypermarket Film, režie Vít Klusák
- Divadlo Svoboda – producent Endorfilm, režie Jakub Hejna

### Nejlepší režie
- Rodina je základ státu – Robert Sedláček
- Alois Nebel – Tomáš Luňák
- Poupata – Zdeněk Jiráský

### Nejlepší kamera
- Poupata – Vladimír Smutný
- Rodina je základ státu – Petr Koblovský
- Alois Nebel – Jan Baset Střítežský
- Osmdesát dopisů – Braňo Pažitka
- Nevinnost – Martin Šácha

### Nejlepší scénář
- Rodina je základ státu – Robert Sedláček
- Poupata – Zdeněk Jiráský
- Dům – Zuzana Liová

### Nejlepší původní hudba
- Alois Nebel – Petr Kružík, Ondřej Ježek
- Nevinnost – Vladivojna La Chia
- Poupata – Michal Přikryl

### Nejlepší mužský herecký výkon v hlavní roli
- Poupata – Vladimír Javorský
- Rodina je základ státu – Igor Chmela
- Alois Nebel – Miroslav Krobot

### Nejlepší mužský herecký výkon ve vedlejší roli
- Nevinnost – Hynek Čermák
- Rodina je základ státu – Jiří Vyorálek
- Perfect Days – I ženy mají své dny – Ondřej Sokol

### Nejlepší ženský herecký výkon v hlavní roli
- Nevinnost – Anna Geislerová
- Rodina je základ státu – Eva Vrbková
- Poupata – Malgorzata Pikus

### Nejlepší ženský herecký výkon ve vedlejší roli
- Rodina je základ státu – Simona Babčáková
- Nevinnost – Anna Linhartová
- Dům – Taťjana Medvecká

### Cena RWE pro objev roku
- Osmdesát dopisů
- Václav Kadrnka
- Zdeněk Jiráský